# Темрюкский залив
Темрюкский залив — залив у юго-восточного берега Азовского моря.
Административно залив входит в Краснодарский край России.

## География
Расположен между мысами Каменный и Ачуевский. Открыт к северу, вдается в материк на 27 км. Ширина у входа 60 км. Глубина до 11 м.
В залив впадает основное русло реки Кубань. У устья Кубани располагаются мелководные Курчанский и Ахтанизовский лиманы. Вблизи устья Кубани находится город Темрюк. Также на заливе расположены населённые пункты Приазовский, Кучугуры, Пересыпь, Голубицкая и др. Берег низменный, поросший тростником. В юго-западной части залива расположен остров Песчаный.
С середины января по март возможно замерзание. В заливе развито рыболовство.